# Heldon
Pour le footballeur cap-verdien, voir Héldon (football).
Heldon est un groupe de rock électronique français, originaire de Paris. Heldon est actif dans les années 1970 et se reforme en 2000 et en 2019.

## Biographie
Le guitariste Richard Pinhas forme Heldon en 1974. Son nom est tiré d'une cité fictionnelle décrite dans le roman Rêve de fer de l'écrivain de science-fiction Norman Spinrad. Comme on peut dire du groupe King Crimson qu'il est le véhicule des conceptions musicales de son leader Robert Fripp, indépendamment des fréquents remplacements de musiciens, Heldon est une entité changeante dont la cohérence et la continuité sonore est assurée par Pinhas, qui produit lui-même ses nombreux enregistrements et les distribue sur son propre label, Disjuncta. Leur premier album, Électronique guérilla, est édité à 1 000 exemplaires et destiné à « promouvoir de la musique non distribuée normalement. »
Richard Pinhas fait appel à différents collaborateurs au fil du temps, dont des instrumentistes issus d'un autre groupe français à géométrie variable : Magma. La particularité de Pinhas est son fort tropisme pour la philosophie et la littérature de science-fiction[précision nécessaire]. Ainsi a-t-il enregistré avec le philosophe Gilles Deleuze (dont il a suivi les cours à l'Université de Vincennes) ou des écrivains tels Norman Spinrad et Maurice G. Dantec (ce dernier sur le projet Schizotrope).
Marquée par les travaux de Robert Fripp et Brian Eno ((No Pussyfooting), 1973) autant que par ceux de King Crimson (Larks' Tongues in Aspic, 1973 ; Red, 1974)  et Philip Glass, la musique de Heldon n'en reste pas moins profondément originale et novatrice[réf. nécessaire] dans sa façon de relier l'électronique et la puissance du son de la guitare électrique. Elle exerce, à son tour, une influence dans le domaine du rock dit progressif et instrumental[réf. nécessaire]. Entre 1974 et 1979, le groupe sort sept albums studio (parfois doubles, comme It's Always Rock and Roll, peut-être leur opus le plus remarqué.
L'année 2000 voit paraître Only Chaos is Real, album avec lequel Heldon renaît de ses cendres. Participent à cette nouvelle mouture Dantec, Spinrad, Antoine Paganotti (chanteur chez Magma), Olivier Manchion (bassiste du groupe Ulan Bator), David Korn, mais aussi des anciens du groupe revenus pour célébrer sa réincarnation, comme Alain Bellaïche et Georges Grunblatt, ou des proches comme Bernard Paganotti et Benoît Widemann (tous deux anciens membres de Magma). Le fils de Pinhas, Duncan Nilsson, joue sur le titre Holy Dolly. En 2006, le label Captain Trip Records sort deux albums live ; Well and Alive in France: Live in Nancy 1979 et Live Electronik Guerilla: Paris 1975-1976.

## Membres
- Richard Pinhas - guitare, électronique
- Georges Grunblatt - guitare, électronique
- Alain Renaud - guitare
- Alain Bellaïche - guitare
- François Auger - batterie et percussions
- Coco Roussel - percussions
- Didier Batard - basse
- Pierrot Roussel - basse
- Klaus Blasquiz - chant (sur Stand By)
- Patrick Gauthier - claviers, électronique
- Jean My-Truong - batterie
- Michel Ettori - guitare
- Norman Spinrad - chant
- Maurice G. Dantec - chant, électronique
- Olivier Manchion - basse
- Philippe Laurent - électronique
- David Korn - chant
- Duncan Nilsson - guitare
- Bernard Paganotti - basse
- Antoine Paganotti - batterie, percussions
- Alain Ranval - guitare
- Benoît Widemann - claviers et électronique
- Arthur Narcy - batterie et synthétiseurs
- Florian Tatard - basse et synthétiseurs

## Discographie
2018:  Live in Metz '77  (Bam Balam records)
1. Postlife (4:10)
2. Antelife (10:47)
3. Prelife   (5:28)
4. Marie Virginie C (Final) (6:13)
5. Rhizosphère  (14:35)